# 6025 Наотосато
6025 Наотосато (6025 Naotosato) — астероїд головного поясу, відкритий 30 грудня 1992 року.
Тіссеранів параметр щодо Юпітера — 3,224.
Названо на честь Наото Сато (яп. なおと・さとう(佐藤直人) наото сато:)